# Аристово (Первомайский район)
Аристово — деревня в Пречистенском сельском округе Пречистенского сельского поселения Первомайского района Ярославской области России. 

## География
Деревня расположена в 6 км на запад от райцентра посёлка Пречистое.

## История
В 3 км на юг от деревни существовало село Троицкое на Соти. В 1801 году в селе была построена каменная Троицкая церковь с оградой и колокольней. Престолов в ней было три: в холодной церкви — во имя Живоначальной Троицы и в теплых приделах — во имя Благовещения и св. прор. Илии. 
В конце XIX — начале XX века деревня Аристово входила в состав Черностанской волости Любимского уезда Ярославской губернии.
С 1929 года деревня входила в состав Пречистенского сельсовета Даниловского района, в 1935 — 1963 годах в составе Пречистенского района, с 1965 года — в составе Первомайского района, с 2005 года — в составе Пречистенского сельского поселения.

## Население
| 1859 | 1914 | 2002 | 2007 | 2010 |
| ---- | ---- | ---- | ---- | ---- |
| 61   | ↗121 | ↘4   | ↗5   | ↘3   |

## Достопримечательности
Близ деревни в урочище Троицкое расположена недействующая Церковь Троицы Живоначальной (1801).